# Manera negra
La manera negra és una modalitat de gravat al buit: la tinta es diposita a les parts gravades. La matriu és de metall; això comporta que és un gravat calcogràfic. Com a calcografia, es treballa de manera directa per acció manual.

## Instruments
- L'instrument més utilitzat per a aquesta tècnica és el granejador, estri pesat amb una vora semicircular dentada, que s'aplica amb un moviment de balanceig sobre la planxa de coure deixant les marques de les seves dents a la superfície. El moviment del granejador deixa la superfície coberta de solcs vorejats de barbes, com en la tècnica del gravat a punta seca.
- El brunyidor s'utilitza per abrillantar i allisar la planxa. Estris amb aspectes diversos ens serveixen per a acomplir aquesta tasca.

## Procés

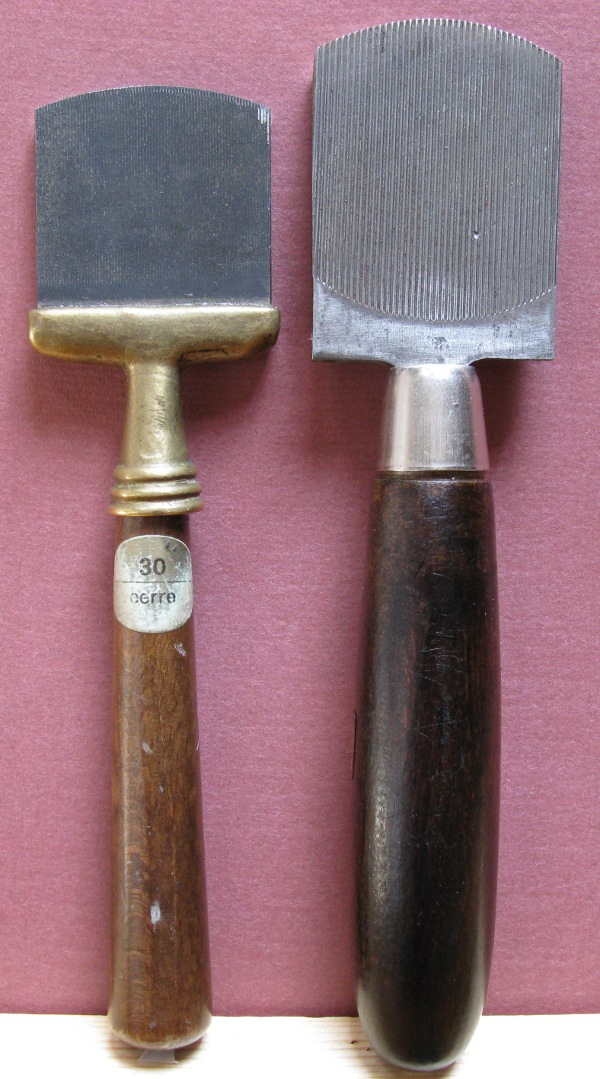
Granejadors

Allò singular d'aquesta tècnica, és la manera de procedir damunt la planxa. El procés és llarg i tediós doncs l'artista ha de treballar sobre tota la superfície, granejant primer en un sentit i després en angles rectes al sentit original, després diagonalment en els dos sentits i finalment en totes les diagonals. Si un cop fet això es procedís a l'entintat i estampació de la planxa, la imatge resultant seria d'un color negre uniforme, consistent i vellutat.
En aquest moment l'artista canvia de procediment i comença a aclarir la planxa. L'artista ha de crear la imatge ratllant i aplanant la superfície de la planxa, reduint o en alguns casos eliminant per complet les marques del granejador. Quan la imatge està acabada, s'entinta la planxa i s'estampa el gravat. Les gradacions tonals des de les zones del negre consistent fins a les del blanc pur produeixen forts contrasts.